# ميرا الفاسا
ميرا الفاسا (21 فبراير 1878 - 17 نوفمبر 1973) هي كانت غورو ومعلمة يوجا هندية وكانت مساعدة سري أوروبندو.